# Чумак Іван Михайлович
Івáн Михайлович Чумáк (нар. 25 червня 1926, Олексіївка — пом. 19 березня 2004, Луганськ) — український скульптор; член Спілки радянських художників України з 1959 року.

## Біографія
Народився 25 червня 1926 в селі Олексіївці (тепер Щастинський район Луганської області, Україна) в селянській сім'ї. Під час голодомору 1932—1933 років його батьки переїхали в Луганськ. З 1934 року навчався в 13-й школі. З 1941 по 1947 рік навчався на будівельника в Луганському залізничному технікумі, по закінченні якого працював у Львові на повоєнній відбудові міста. Там він вступив у Львівський інститут прикладного і декоративного мистецтва (викладачі: Герман Кронгауз, Микола Рябінін, Микола Бендрик) й закінчив його 1954 року з червоним дипломом. Дипломна робота — декоративна двофігурна скульптурна композиція «Композитор Микола Лисенко і народний співак Остап Вересай» (керівник Микола Рябінін, оцінка: відмінно).
Після навчання повернувся до Ворошиловграда, де кілька років працював у художньому училищі, а у 1957 році став членом творчої бригади скульпторів, до якої входили Віктор Мухін, Василь Федченко й Василь Агібалов. В групі працював до виходу на пенсію. У післявоєнний радянський період групою створено біля 90 відсотків пам'ятників в Луганській області.
Жив у Луганську в будинку на кварталі Шевченка, № 54, квартира № 12, та в будинку на вулиці Тараса Шевченка, № 4, корпус № З, квартира № 327. Помер у Луганську 19 березня 2004 року.

## Творчість
Працював в галузі станкової та монументальної скульптури. Серед робіт:
- пам'ятник Володимиру Леніну у Луганську (1958, у співавторстві з Василем Агібаловим, Віктором Мухіним, Василем Федченком);
- пам'ятник героям-визволителям Ржева у Ржеві (1963, граніт; у співавторстві з Віктором Мухіним, Василем Федченком, архітектори Т. Шульгіна, О. Усачов);
- «Лаборантка» (1963, мармур);
- «Слово о полку Ігоревім» (1966, мармур; зберігається в Музеї «Слова о полку Ігоревім» в Новгороді-Сіверському[6]);
- портрет Героя Соціалістичної Праці С. Воротникова (1967, литий камінь);
- портрет Героя Соціалістичної Праці В. Борзих (1967, литий камінь);
- меморіал «Трудівникові Луганщини» (також «Свято Жовтня», «Факел Жовтня») у Луганську (1967, у співавторстві з Іллею Овчаренком, архітектор В. Житомирський);
- «Климент Ворошилов» (1969);
- портрет Героя Соціалістичної Праці А. Бондаренка (1970, граніт);
- обеліск з тематичними рельєфами «Тим, що боротьбу пізнали…» у Луганську (1970, залізобетон, архітектор В. Житомирський)
- монумент «Україна — визволителям» у смт Міловому (1972, у співавторстві);
- меморіальний комплекс «Вічний вогонь» у Сєвєродонецьку (1975, у співавторстві з Миколою Можаєвим);
- Пам'ятник комісару (1980);
- портрет скульптора Василя Федченка (1982);
- портрет Карла Брюллова (1987);
- портрет Бориса Грінченка (1988);
- портрет Г. Тютюника (1995);
- композиція «Дума про Україну. Останній кошовий війська Запорізького Петро Калнишевський на засланні у Соловках» (1995);
- композиція «Оранта» (1995);
- пам'ятник Тарасові Шевченку у Луганську (1998, архітектори В. Житомирський, О. Довгополов);

Брав участь у всеукраїнських виставках з 1954 року.

## Відзнаки
- Державна премія УРСР імені Тараса Шевченка (1973 рік; разом з В. І. Мухіним, В. X. Федченком, І. П. Овчаренком (скульпторами), А. М. Єгоровим, Г. Г. Головченком, І. Ф. Міньком (архітекторами) за монумент «Україна — визволителям» у смт Міловому Луганської області)[5].
- Заслужений художник УРСР з 1976 року[5];
- Почесна грамота Президії Верховної Ради УРСР (1980)[1];
- Почесний громадянин Луганська з вересня 1996 року[7];
- Народний художник України з 21 грудня 1996 року[8].